# Бородин, Дмитрий Эдуардович
Дмитрий Эдуардович Бородин (10 февраля 1972) — советский и российский футболист, выступавший на позиции полузащитника и нападающего.

## Биография
Профессиональную карьеру начал в 1991 году в московском клубе «Динамо-2», сыграв 6 матчей во второй низшей лиге СССР. После распада СССР провёл за команду ещё один сезон во второй лиге России. В 1993 году перешёл в «Динамо-Газовик», за который сыграл 3 матча в первой лиге и выиграл с командой зону «Восток». Затем сыграл ещё один матч (из пяти) в переходном турнире и помог команде выйти в высшую лигу, но по окончании сезона покинул клуб. В сезоне 1994/95 выступал за чешский клуб «Богемианс 1905», за который сыграл 6 матчей и забил 2 гола в чемпионате Чехии. Вернувшись в Россию, отыграл два сезона за московский «Асмарал» (сезон 1996 провёл во второй лиге, 1997 — в третьей). В 1998 году провёл 6 матчей в первом дивизионе за омский «Иртыш». В 2001 году, после двухлетней паузы, сыграл 9 матчей и забил 2 за клуб второго дивизиона «Витязь» (Крымск) и в том же году завершил профессиональную карьеру.

## Достижения
«Динамо-Газовик»
- Победитель первой лиги ПФЛ (зона «Восток»): 1993